# Ligne de Belfort à Delle
La ligne de Belfort à Delle est une ligne de chemin de fer française à écartement standard, entièrement située dans le département du Territoire de Belfort. Elle est une courte section de la ligne internationale reliant Belfort à Bienne (dont 22 km sont en France sur une longueur totale de 98 km), permettant le transit entre la gare de Belfort et la frontière suisse. La gare internationale de Delle en est la gare frontière. Elle est connectée à la ligne des Chemins de fer fédéraux suisses (CFF) Delémont – Delle, qui passe notamment par Porrentruy. Depuis Delémont, des trains desservent Bienne, Soleure et Bâle.
Anciennement à double voie sur une partie de son itinéraire, elle est désormais intégralement à voie unique.
La gare frontalière de Delle, située en France, est de nouveau desservie depuis 2006, depuis la Suisse, par des trains CFF de la ligne Bienne – Delémont – Delle cadencés à l'heure et, à partir du 9 décembre 2018, depuis la France.
À la suite de la signature d'une convention de financement le 1er septembre 2014, la réfection et l'électrification de la ligne sont réalisées de 2015 à 2018, et la réouverture complète a lieu le 9 décembre 2018. Les travaux avaient démarré le 10 septembre 2015, avec la dépose de l'ancienne voie (démontage et recyclage des rails et des traverses) ; l'objectif initial était de rouvrir la ligne en décembre 2017. Selon la direction régionale de SNCF Réseau, cette réouverture « est exceptionnelle en France ». Elle permet une nouvelle offre de desserte des gares situées le long du parcours Bienne – Delémont – Delle – Belfort. Des trains suisses assurent désormais la desserte entre Bienne et Belfort - Montbéliard TGV.
Elle constitue la ligne 854 000 du réseau ferré national.

## Historique

### Origine
À la suite de la déconfiture financière de la Compagnie du chemin de fer Grand-Central de France, celle-ci est démantelée en 1857 au profit de la Compagnie du chemin de fer de Paris à Orléans et de la constitution de la Compagnie des chemins de fer de Paris à Lyon et à la Méditerranée. Cette dernière compagnie reçoit, entre autres, la concession à titre définitif de la ligne de Montbéliard à Morvillars et Delle, lors de sa création par la convention signée le 11 avril 1857 entre le ministre des Travaux publics et les compagnies du chemin de fer de Paris à Lyon et du chemin de fer de Lyon à la Méditerranée. Cette convention est approuvée par décret, le 19 juin 1857.
Le premier tronçon, entre Morvillars et Delle, partie de la ligne de Montbéliard à Morvillars et Delle, a été achevé en 1866 et ouvert à l'exploitation le 29 juin 1868, par la Compagnie des chemins de fer de Paris à Lyon et à la Méditerranée.
Après l'annexion de l'Alsace en 1870, la ligne de Strasbourg à Bâle passe sous contrôle allemand. La France décide de construire un nouveau raccordement entre Belfort et Morvillars, pour retrouver une liaison performante avec la Suisse sans avoir à passer en territoire allemand. La ligne est concédée à la Compagnie des chemins de fer de l'Est, par une convention signée le 17 juin 1873 entre le ministre des Travaux Publics et la compagnie. Cette convention est approuvée à la même date, par une loi qui déclare la ligne d'utilité publique. La ligne ouvre dans son intégralité en 1877. Exploitée par la Compagnie des chemins de fer de l'Est, elle devient rapidement un axe majeur pour le transport de voyageurs et de marchandises entre la France, la Suisse et l'Italie.
La mise à double voie de la section entre Morvillars et Delle est déclarée d'utilité publique par décret, le 19 juin 1883.
Du côté suisse, la ligne Delémont - Delle, mise en service entre 1872 et 1877, est électrifiée en 1933.

### Déclin
La ligne perd une grande partie de son trafic après la Première Guerre mondiale, au retour de l'Alsace à la France.
Dans les années 1990, le tronçon français est progressivement abandonné :
- abandon du trafic voyageurs en 1992 ;
- puis limitation du trafic marchandises à la section de Belfort à Morvillars en 1993.

Le tronçon de Belfort à Bourogne servait jusqu'en 2007 au transport de déchets jusqu'à l'usine d'incinération des ordures ménagères de Bourogne.
La gare française de Delle est fermée en 1995, le terminus des trains en provenance de Delémont étant déplacé dans la ville frontalière suisse de Boncourt.
En 2010, la ligne a été physiquement coupée par la création de la nouvelle ligne à grande vitesse Rhin-Rhône, qui passe perpendiculairement en tranchée, aucun pont n'ayant alors été prévu pour reconstituer la voie ainsi amputée. La gare TGV de Belfort - Montbéliard a toutefois été implantée au droit de cette coupure, de façon à permettre sa desserte par la ligne Belfort – Delle, en correspondance avec les TGV, lorsqu'elle serait remise en service.

### Projet de réouverture entre Belfort et Boncourt
Au début des années 2000, cette ligne est devenue stratégique pour la Suisse, dans le cadre de l'interconnexion au réseau européen à grande vitesse. La ligne de Belfort à Bienne permet en effet la correspondance avec la LGV Rhin-Rhône en gare de Belfort - Montbéliard TGV, à hauteur de Meroux et de Moval, à quelques kilomètres au sud de Belfort.
Lors des travaux de construction de la gare de Belfort - Montbéliard TGV, le tracé de la voie a été déplacé de quelques mètres pour être intégré à la nouvelle gare, et permettre les correspondances avec les TGV, autant depuis Belfort que depuis la Suisse. À l'origine, l'ouverture devait avoir lieu en 2011, en même temps que l'ouverture de la ligne à grande vitesse, permettant aux trains Bienne-Delle de venir jusqu'à Belfort. Des missions TER Delle – Belfort étaient également envisagées, avec prolongation éventuelle, côté français, jusqu'à la gare des Trois-Chênes (vers Vesoul), ou vers Montbéliard.

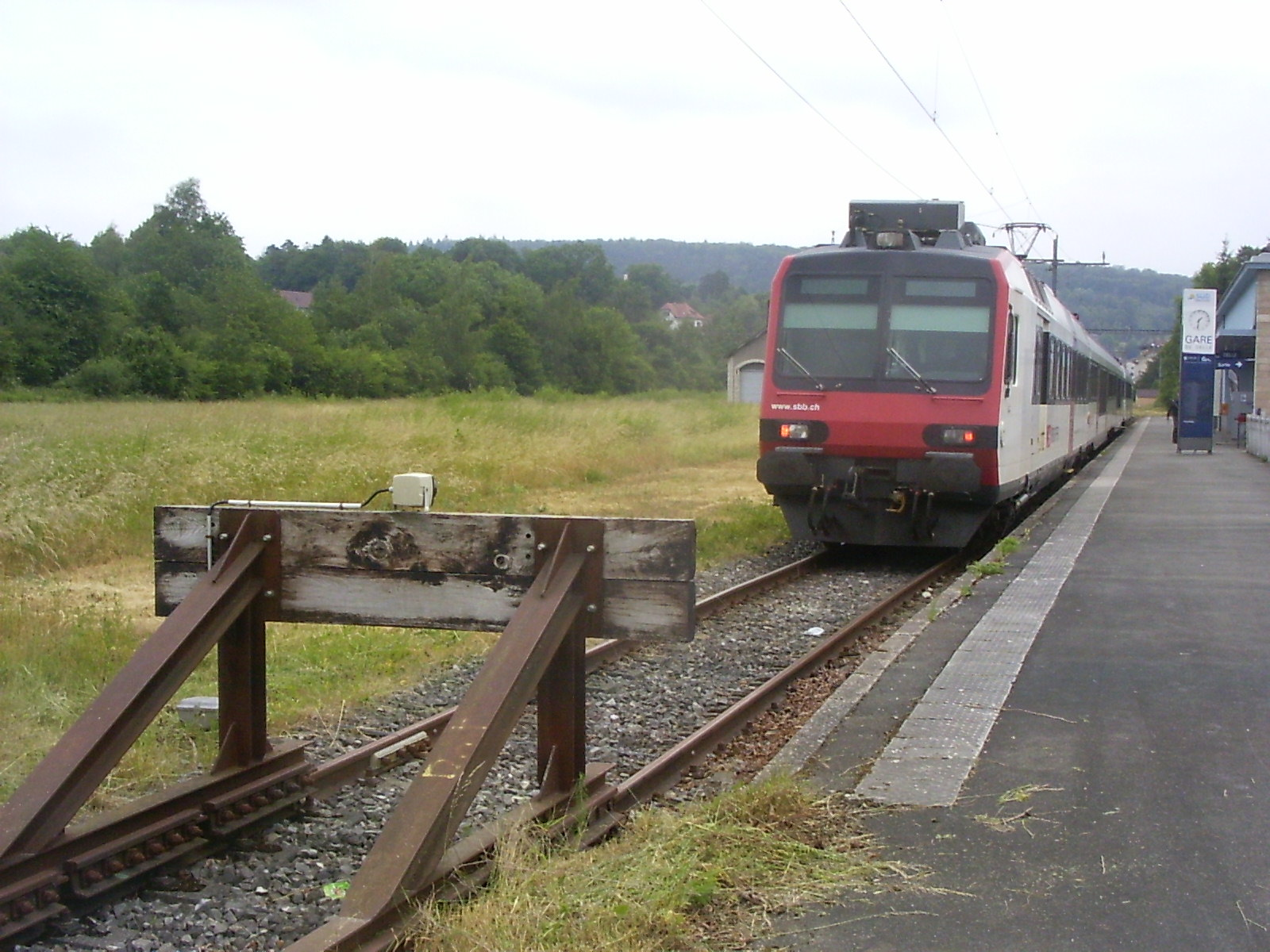
Un train régional des CFF à la gare de Delle, en juin 2015.

La section entre Boncourt et Delle (1,6 km), située majoritairement en territoire suisse, est rouverte le 10 décembre 2006 en présence du président de la Confédération suisse (et ministre des Transports) Moritz Leuenberger, du Ministre du canton du Jura, du préfet du Territoire de Belfort, des présidents des conseils régional et général, du maire de Delle et de parlementaires. Réseau ferré de France (RFF) a financé ce projet à hauteur de 70 000 euros sur les 820 000 euros qu'il a coûté.
En 2007, une première étude de la réouverture du tronçon a été menée. La fréquentation potentielle est de 3 000 à 7 000 voyageurs par jour, qui emprunteraient des trains express régionaux reliant Belfort à Delle en 30 min, via six haltes (Danjoutin, Sevenans, Meroux (Belfort - Montbéliard TGV), Morvillars, Grandvillars et Joncherey). Le coût dépasse les 83 millions d'euros.
Des études techniques ont été réalisées en 2008 par Egis Rail. Le comité de pilotage a retenu, le 10 février 2009, le scénario de desserte TER périurbaine à six arrêts intermédiaires. La réouverture à la circulation voyageurs de la ligne était initialement prévue pour décembre 2012, un an après l’arrivée des TGV. Néanmoins, le budget de 110 millions d'euros ayant eu du mal à être bouclé, la réouverture est repoussée à fin 2017,,,, mais n'est finalement annoncée que pour le 9 décembre 2018.
Dans ce cadre, la Confédération suisse annonce sa participation à hauteur de 24,7 millions d'euros, pour des travaux de reprise complète de la voie, des franchissements routiers, des arrêts, de la signalisation et de l'électrification du tronçon français. Une convention a été signée en ce sens entre les deux États (France et Suisse) le 21 août 2014, qui porte tant sur le financement conjoint de l'infrastructure, que sur ses conditions d'exploitation et de maintenance, et sur les compétences respectives des deux gestionnaires (les CFF, pour la Suisse, et SNCF Réseau — RFF à l'époque —, pour la France). En décembre 2016, après signature d'un nouvel accord entre le canton du Jura et la région Bourgogne-Franche-Comté, le financement comporte une participation dudit canton à hauteur de 3,5 millions de francs suisses.

### Renouveau
L'investissement total, pour le renouvellement des infrastructures permettant la réouverture, s'élève à 110 millions d'euros, dont la répartition est la suivante : 43,8 apportés par la région Franche-Comté (dont 10,15 par anticipation de la participation finale de l'État), 24,7 par la Confédération suisse, 23 par l'État français, 5,5 par le Conseil général du Territoire de Belfort, 4 par RFF, 3,2 par la République et Canton du Jura, 3,1 par l'Union européenne, 2,5 par la Communauté de l'Agglomération Belfortaine et 0,5 par la Communauté de communes du Sud Territoire.
Les appels d'offres sont lancés en octobre 2014. Le 22 juillet 2015, la réfection de la ligne est déclarée d'utilité publique et la dépose de l'ancienne voie commence le 10 septembre de la même année. Les travaux de terrassement de la plate-forme, de génie civil, d'édification des nouveaux ponts-rails et ponts-routes, de construction des nouvelles haltes, ont lieu en 2016.

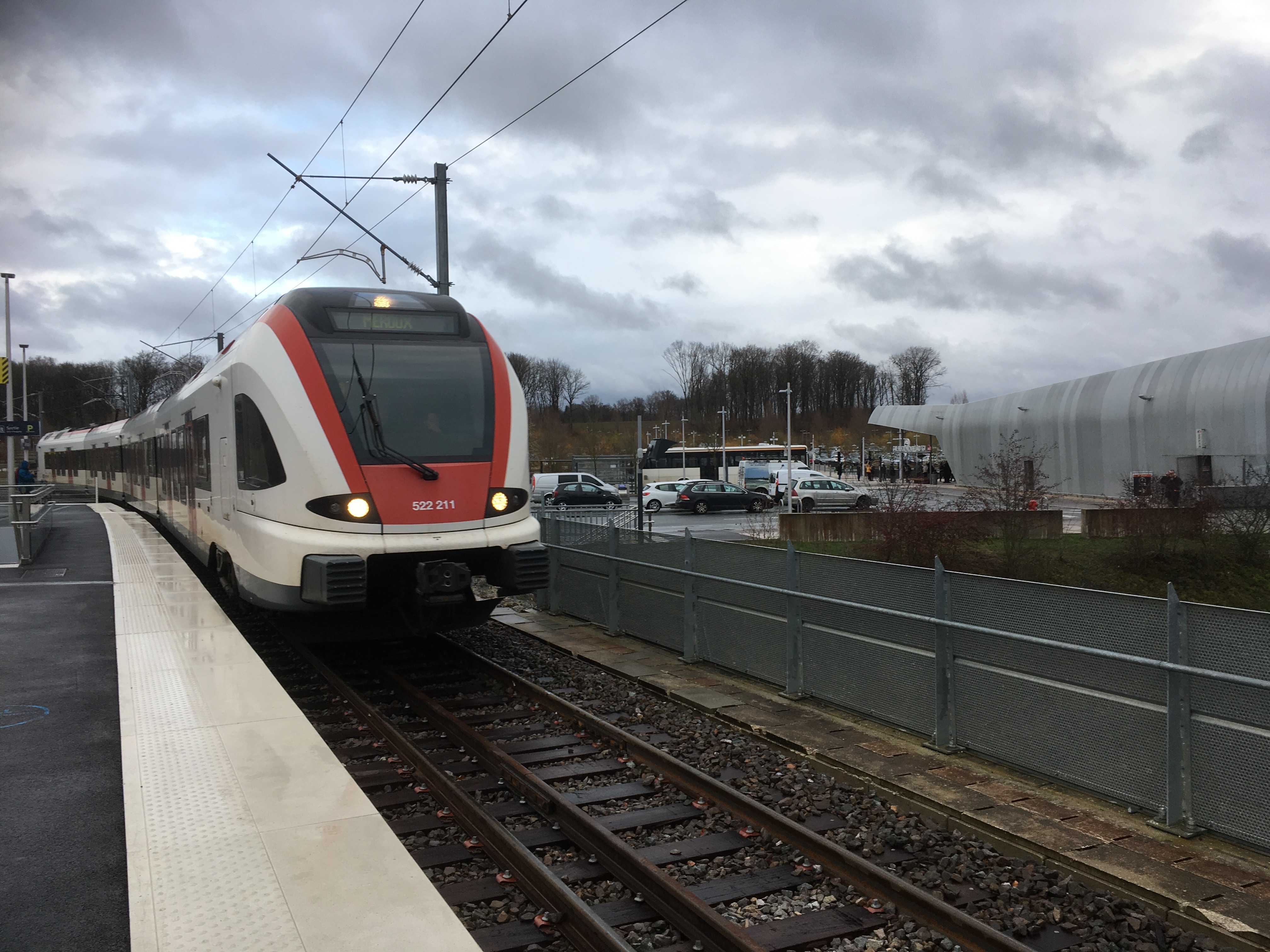
Une des CFF à la halte de Meroux (à hauteur de la gare TGV, visible à droite), en décembre 2018.

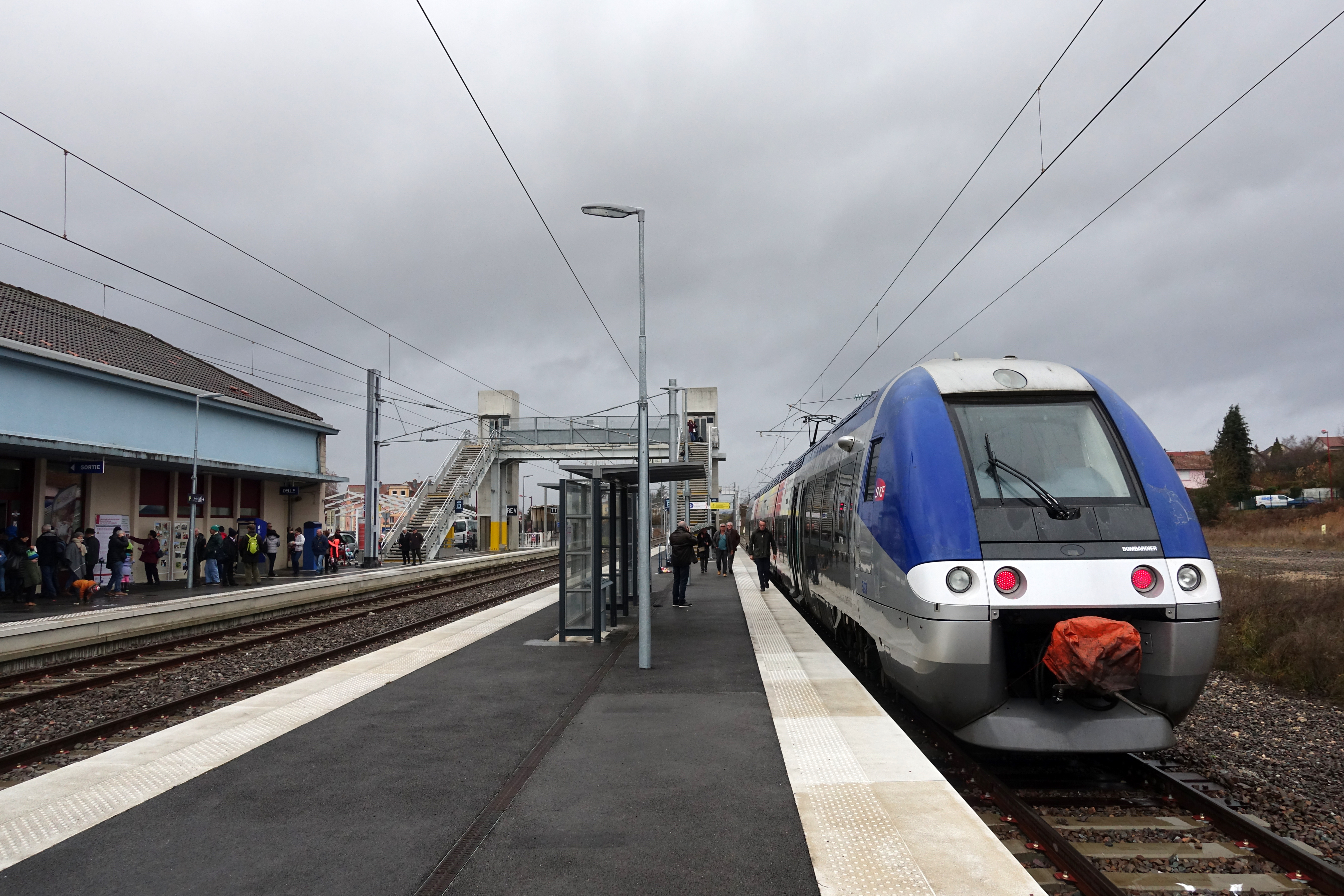
Une rame Z 27500 de la SNCF en gare de Delle, en décembre 2018.

En septembre 2017, la nouvelle voie est posée ainsi que les supports de la caténaire. La ligne est rétablie au droit de la gare TGV de Belfort - Montbéliard ; elle franchit en effet la LGV par un pont-rail spécialement construit, où est aménagée la nouvelle halte dite « Meroux », pour une correspondance directe avec les TGV. Cette halte possède un quai central entre les deux voies de circulation des trains. Depuis la gare TGV, les voyageurs peuvent accéder au quai de Meroux soit par des ascenseurs, soit, depuis le parking des taxis, par des escaliers et un souterrain.
Les derniers travaux se terminent fin 2017, pour laisser place aux essais de circulation à l'été 2018. Le 13 août 2018, a été autorisée la mise en exploitation commerciale de la ligne entre le carré C 57304 situé en gare de Delle à la voie E, au PK 464,223, et la frontière, au PK 464,698, ce qui permet le reprise des circulations entre Delle et Boncourt (qui avaient dû être interrompues en raison du chantier).
Le temps de parcours estimé au départ de Belfort est le suivant : halte de Danjoutin, 4 min ; halte de Sevenans (réalisation ultérieure), 7 min ; halte de Meroux (Belfort - Montbéliard TGV), 10 min ; halte de Morvillars, 16 min ; halte de Grandvillars, 19 min ; halte de Joncherey, 22 min ; gare de Delle, 25 min ; gare de Porrentruy, 45 min ; gare de Delémont, 1 h 13 min ; gare de Bienne, 1 h 43 min.
La réouverture intégrale de la ligne, effective le 9 décembre 2018, permet donc une nouvelle offre de desserte des gares et haltes situées sur le parcours Bienne – Delémont – Delle – Belfort. Des trains suisses des CFF assurent la desserte entre Bienne et Belfort - Montbéliard TGV.
Côté français (Belfort – Meroux – Delle), ce sont des rames ZGC (Z 27500) appartenant à la région Bourgogne-Franche-Comté, du constructeur Bombardier, qui circulent sur la ligne. Côté suisse (Bienne – Delémont – Delle – Meroux), ce sont des rames Stadler FLIRT, dites « FLIRT France ».
Dans les premiers mois de 2019, la ligne est peu fréquentée (environ 200 voyageurs quotidiens, au lieu de l'objectif prévisionnel fixé à 1 600, voire 3 700 selon les études), en raison d'horaires jugés inadaptés par les usagers, d'une tarification onéreuse et peu claire, ainsi que d'un manque de communication sur l'existence de cette desserte ; l'obligation d'effectuer une correspondance pour se rendre de Belfort jusqu'en Suisse pose également problème. En outre, les conditions restrictives d'accès à un tarif adapté pour les lycéens (qui inclut l'intermodalité avec le réseau Optymo) ne permettent pas d'accroître le nombre de ce type de voyageurs, qui reste donc largement inférieur aux prévisions de la région.
Christian Proust (ancien président du conseil général du Territoire de Belfort) a contesté la légalité de la déclaration d'utilité publique (DUP), mais son recours n'est étudié par le tribunal administratif de Besançon qu'après la réouverture de la ligne (soit en juin 2019) ; il dénonce une « gabegie » d'argent public, compte tenu de la faible fréquentation liée à la mauvaise organisation de l'offre. Par ailleurs, faire circuler des trains de fret permettrait d'améliorer la rentabilité de la ligne. Cette DUP est annulée en juillet 2019, ce qui ne remet toutefois pas en cause la remise en service de la ligne, ni le trafic ferroviaire concerné.
Depuis janvier 2020, SNCF Réseau expérimente la vidéosurveillance des passages à niveau (PN) sur cette ligne ; six des treize PN qu'elle comporte sont ainsi équipés. L'installation de ce dispositif préventif, qui devait rester actif jusqu'à mi-2021, a coûté 400 000 euros. Deux autres lignes du réseau ferré national sont également concernées.
En août 2023, le conseil régional de Bourgogne-Franche-Comté a annoncé la suppression de la relation directe Bienne – Meroux dès décembre 2025, en raison d'un manque de fréquentation. De ce fait, la liaison des CFF de Bienne à la gare TGV de Belfort - Montbéliard se terminera à Delle.

## Infrastructure
Cette ligne, intégralement à voie unique (banalisée et électrifiée), était à l'origine à double voie entre Morvillars et Delle. Son profil est très moyen, les déclivités atteignant un maximum de 11,1 ‰. La vitesse maximale nominale est de 100 km/h.

## Exploitation
Le trafic voyageurs de cette ligne est géré par la région SNCF Voyageurs de Strasbourg.